# Robert Bryczek
Robert Bryczek (ur. 4 lipca 1990 w Bielsku-Białej) – polski zawodnik mieszanych sztuk walki (MMA). Były mistrz PLMMA w wadze półśredniej z 2016 oraz FEN w tej samej wadze z 2020. Aktualnie związany kontraktem z UFC.

## Początki w sportach walki
Od 14 roku życia trenuje boks, wcześniej uczęszczał także na judo.

## Kariera MMA

### Wczesna kariera
Zawodowy debiut w mieszanych sztukach walki odnotował 18 września 2011 roku podczas gali Kazimierza Wielka Fight Night. Bryczek zacisnął duszenie trójkątne bardziej doświadczonemu Łukaszowi Christowi po niewiele ponad dwóch minutach pierwszej rundy.
Drugą walkę stoczył 27 kwietnia 2012 w katowickim Spodku na gali MMA Attack 2. Bryczek został szybko poddany skrętówką w drugiej rundzie przez pochodzącego z Opola Livio Victoriano. 
Jeszcze w tym samym roku związał się z Profesjonalną Ligą MMA, dla której stoczył w listopadzie oraz grudniu dwie zwycięskie walki. Bryczek najpierw szybko znokautował na PLMMA 9 w Chełmie Pawła Krzeszowca, a miesiąc później na jubileuszowej PLMMA 10 wypunktował jednogłośną decyzją sędziowską Mateusza Pogudza.
19 października 2013 w Szwecji przegrał z Sadibou Sy werdyktem jednogłośnym po trzech rundach.

### Wznosząca seria zwycięstw, zdobycie pasa PLMMA oraz Oktagon MMA
Między listopadem 2013 a czerwcem 2019 roku zanotował serię siedmiu zwycięstw z rzędu, w tym zdobywając 4 listopada 2016 pas mistrza PLMMA w wadze półśredniej.
9 listopada 2019 podczas gali Oktagon MMA 15, która odbyła się w czeskiej Pradze przegrał jednogłośnie na punkty z doświadczonym Brazylijczykiem, Leandro Silvą. Parę miesięcy wcześniej w debiucie dla Oktagon MMA takim samym werdyktem pokonał Węgra, Máté Kertésza.

### FEN, powrót do MMA Attack i dalsze walki w Oktagon MMA
Następnie Bryczek podpisał kontrakt z Fight Exclusive Night. 22 sierpnia 2020 na gali FEN 29: Lotos Fight Night Ostróda w debiucie dla tej organizacji pokonał Jacka Jędraszczyka przez nokaut (prawy sierpowy i ciosy) już w pierwszej odsłonie. 
Bryczek po dobrym występie w Ostródzie dostał szansę walki o pas mistrza FEN w wadze półśredniej. 3 października tego samego roku na FEN 30: Lotos Fight Night Wrocław zdobył tytuł, pokonując przez TKO (lewy sierpowy) w piątej odsłonie rundowej Włocha, Virgiliu Frasineaca.
W maju 2021 podczas gali Oktagon 23, która odbyła się w czeskim Brnie niespodziewanie przegrał w pierwszej rundzie z Brazylijczykiem, Kaiko Brito.  Jeszcze w tym samym roku na listopadowej gali Oktagon Prime 4 w Pardubicach poniósł porażkę z Czechem, Zdenkiem Polivką, ulegając rywalowi jednogłośną decyzją sędziowską. Walka odbyła się w kategorii średniej.
12 marca 2022 powrócił na polską ziemię, gdzie podczas gali FEN 39: Lotos Fight Night w Ząbkach ekspresowo zwyciężył przez TKO z Brazylijczykiem, Silasem Robsonem. Starcie zakończyło się już po 17 sekundach.
Jeszcze w tym samym roku zawalczył dla powracającej po latach organizacji MMA Attack. Bryczek podczas gali MMA Attack 4: Reaktywacja, która odbyła w Będzinie dnia 24 września znokautował w niespełna dwie minuty doświadczonego Mateusza Strzelczyka.
3 grudnia 2022 podczas Oktagon 37 w czeskiej Ostawie zmierzył się z Abdelem Rahmanem Driaiem. Bryczek znokautował szybko Algierczyka mocnym prawym prostym. 
20 maja 2023 stoczył walkę z doświadczonym Anglikiem Lee Chadwickem na gali Oktagon 43. Bryczek odniósł czwarte zwycięstwo z rzędu przez nokaut w pierwszej rundzie. 
28 lipca 2023 na gali Oktagon 45: Štvanice Special zmierzył się z byłym tymczasowym mistrzem Oktagon MMA wagi średniej, Samuelem Krištoficiem. Bryczek już na początku pierwszej rundy szybko naruszył przeciwnika, ostatecznie rozbijając go mocnymi ciosami w parterze. Pojedynek ten był tzw. Eliminatorem do pasa, który wyłonił Polaka jako pretendenta dla aktualnego mistrza.  

### UFC
23 sierpnia 2023 na Twitterowym profilu UFC Roster Watch ogłoszono, że Robert Bryczek podpisał kontrakt z najlepszą federacją MMA na świecie – Ultimate Fighting Championship. 
Jeszcze tego samego dnia dziennikarz działający w branży MMA – Paweł Wyrobek wysłał Tweeta informującego fanów, że Bryczek prawdopodobnie zadebiutuje 23 września na gali UFC Fight Night: Fiziev vs. Gamrot w Las Vegas. Nieoficjalnym rywalem Bryczka miał być Australijczyk – Jacobs Malkoun, który pierwotnie na tym wydarzeniu miał zmierzyć się z Rosjaninem – Aliaszabem Hizriewem. 3 września 2023 w mediach społecznościowych pojawiła się informacja o wycofaniu się Bryczka z nadchodzącej gali.
10 lutego 2024 podczas gali UFC Fight Night: Hermansson vs. Pyfe w debiucie dla największej organizacji MMA na świecie zmierzył się z Ukraińcem, Ihorem Potierią. Podczas ważenia Potieria nie wykonał limitu wagi średniej. Bryczek przegrał po trzyrundowym starciu werdyktem jednogłośnym. Pierwotnie na tym wydarzeniu miał zawalczyć z byłym mistrzem ACA w wadze półśredniej oraz średniej – Albiertem Durajewem, który wycofał się z walki. 
W drugiej walce dla amerykańskiej organizacji miał zawalczyć z byłym mistrzem Cage Warriors w wadze średniej, Christianem Leroy Duncanem. Polsko-angielskie starcie planowano na termin 27 lipca 2024 podczas gali UFC 304 w Manchesterze, jednak Bryczek w wyniku odniesionej kontuzji w trakcie przygotowań do walki wypadł z tego starcia. 

## Osiągnięcia

### Grappling
- 2010: 2. miejsce – Amatorski turnieju MMA i Grapplingu w Chorzowie, kat 81 kg grappling senior, (Chorzów)[40]
- 2012: 3. miejsce – IV Mistrzostwa Polski w Grapplingu, kat. 84, amator MMA (Poznań)[41]
- 2015: 1. miejsce – Puchar Polski NO-GI – kat. 85,5 kg + Open Senior, Purpurowe pasy, (Zawiercie)[42]
- 2015: 1. miejsce – Mistrzostwa Europy BJJ Gi & No-Gi CBJJP, kat. 91 kg, No-Gi Senior, Niebieskie pasy, (Koszalin)
- 2016: 1. miejsce – II Mistrzostwa Tychów BJJ i II Otwartego Pucharu Polski BJJ no gi, kat. 91 kg, senior, Zaawansowani, (Tychy)[43]
- 2016: 1. miejsce – ADCC Czech Open, kat. -87,9 kg, Średnio zaawansowani, (Frydek-Mistek)[44]
- 2019: 1. miejsce – Superpuchar Polski No-Gi, kat. -91,5, Purpurowe pasy (Zawiercie)[45]
- Brązowy pas BJJ

### Mieszane sztuki walki
- 2010: 1. miejsce – Mistrzostwa Polski Południowej MMA, kat. 84 kg MMA junior[46]
- 2011: 1. miejsce – Międzynarodowy Turniej MMA i Grappling, kat. 84 kg MMA senior, (Chorzów)[46]
- 2010: 1. miejsce – 9 International Tournament “Hadaka-Waza”, Full Contact kat. 81 kg senior, (Bytom)[47]
- 2013: 1. miejsce – Turniej ALMMA 42, kat. 87 kg MMA senior, (Jurków)
- 2016: Mistrz PLMMA w wadze półśredniej kat. 77 kg, (Warszawa)[2]
- 2020-2021: Mistrz FEN w wadze półśredniej, (Wrocław)[3]

## Lista walk w MMA

### Zawodowe[1]
| Wynik     | Bilans | Przeciwnik (bilans przed walką) | Rozstrzygnięcie                              | Runda | Czas | Rozgrywki                               | Data       | Miejsce           | Uwagi                                                                             |
| --------- | ------ | ------------------------------- | -------------------------------------------- | ----- | ---- | --------------------------------------- | ---------- | ----------------- | --------------------------------------------------------------------------------- |
|           |        | Brad Tavares (21-10)            |                                              |       |      | UFC Fight Night: Imavov vs. Borralho    | 06.09.2025 | Paryż             |                                                                                   |
| Przegrana | 17-6   | Ihor Potieria (20-5)            | Decyzja (jednogłośna)                        | 3     | 5:00 | UFC Fight Night: Hermansson vs. Pyfe    | 10.02.2024 | Las Vegas         | Debiut w UFC. Potieria nie wykonał limitu wagi średniej.                          |
| Wygrana   | 17-5   | Samuel Krištofič (16-5)         | TKO (ciosy pięściami w parterze)             | 1     | 0:56 | Oktagon 45 Special: Mågård vs. Lima     | 28.07.2023 | Praga             | Eliminator do walki o pas mistrzowski Oktagon MMA w wadze średniej. Co-Main Event |
| Wygrana   | 16-5   | Lee Chadwick (28-17)            | KO (lewy prosty)                             | 1     | 2:41 | Oktagon 43: Kincl vs. Vémola 2          | 20.05.2023 | Praga             |                                                                                   |
| Wygrana   | 15-5   | Abdel Rahmane Driai (7-1)       | KO (prawy prosty)                            | 1     | 1:25 | Oktagon 37: Kozma vs. Brito             | 03.12.2022 | Ostrawa           |                                                                                   |
| Wygrana   | 14-5   | Mateusz Strzelczyk (11-12-1)    | KO (prawy prosty i lewy sierpowy)            | 1     | 1:57 | MMA Attack 4: Reaktywacja               | 24.09.2022 | Będzin            | Limit umowny -86 kg.                                                              |
| Wygrana   | 13-5   | Silas Robson (12-7)             | TKO (ciosy pięściami w parterze)             | 1     | 0:17 | FEN 39: Lotos Fight Night               | 12.03.2022 | Ząbki             |                                                                                   |
| Przegrana | 12-5   | Zdenek Polivka (6-4)            | Decyzja (jednogłośna)                        | 3     | 5:00 | Oktagon Prime 4: Macek vs. Mågård       | 06.11.2021 | Pardubice         | Powrót do wagi średniej.                                                          |
| Przegrana | 12-4   | Kaik Brito (13-3)               | TKO (prawy prosty i ciosy w parterze)        | 1     | 1:42 | Oktagon 23: Kníže vs. Fusi              | 01.05.2021 | Brno              |                                                                                   |
| Wygrana   | 12-3   | Virgiliu Frasineac (9-1)        | TKO (lewy sierpowy)                          | 5     | 3:28 | FEN 30: Lotos Fight Night Wrocław       | 03.10.2020 | Wrocław           | Zdobył pas mistrzowski FEN w wadze półśredniej. Main Event                        |
| Wygrana   | 11-3   | Jacek Jędraszczyk (7-2)         | KO (prawy sierpowy i ciosy pięściami)        | 1     | 1:13 | FEN 29: Lotos Fight Night Ostróda       | 22.08.2020 | Ostróda           |                                                                                   |
| Przegrana | 10-3   | Leandro Silva (23-8-1)          | Decyzja (jednogłośna)                        | 3     | 5:00 | Oktagon 15: Végh vs. Vémola             | 09.11.2019 | Praga             |                                                                                   |
| Wygrana   | 10-2   | Máté Kertész (7-2)              | Decyzja (jednogłośna)                        | 3     | 5:00 | Oktagon 12: Végh vs. Zwicker            | 08.06.2019 | Bratysława        |                                                                                   |
| Wygrana   | 9-2    | Artur Kamiński (5-1)            | Decyzja (jednogłośna)                        | 3     | 5:00 | PLMMA 70 – Championships Torwar         | 04.11.2016 | Warszawa          | Debiut w wadze półśredniej. Zdobył pas mistrzowski PLMMA w wadze półśredniej.     |
| Wygrana   | 8-2    | Grzegorz Siwy (8-0)             | Decyzja (jednogłośna)                        | 3     | 5:00 | Spartan Fight 4 – Bryczek vs. Siwy      | 06.08.2016 | Bielsko-Biała     |                                                                                   |
| Wygrana   | 7-2    | Alexander Bergman (4-0)         | KO (ciosy pięściami)                         | 1     | 1:32 | SFC – Special Edition                   | 12.12.2015 | Turyn             |                                                                                   |
| Wygrana   | 6-2    | Łukasz Witos (6-2)              | Decyzja (jednogłośna)                        | 3     | 5:00 | PLMMA 56 – Bielsko-Biala                | 19.06.2015 | Bielsko-Biała     |                                                                                   |
| Wygrana   | 5-2    | Maciej Rycak (0-0)              | TKO (ciosy pięściami)                        | 1     | 3:19 | ICW 2 / PLMMA 52 – Bytom                | 21.03.2015 | Bytom             |                                                                                   |
| Wygrana   | 4-2    | Dawid Nowak (0-0)               | TKO (ciosy pięściami)                        | 2     | 4:15 | FNL – Fight Night Łobez                 | 30.11.2013 | Łobez             |                                                                                   |
| Przegrana | 3-2    | Sadibou Sy (0-0)                | Decyzja (jednogłośna)                        | 3     | 5:00 | IRFA – International Ring Fight Arena 5 | 19.10.2013 | Solna             |                                                                                   |
| Wygrana   | 3-1    | Mateusz Pogudz (3-1)            | Decyzja (jednogłośna)                        | 3     | 5:00 | PLMMA 10 – 2012 Finał                   | 29.12.2012 | Warszawa          |                                                                                   |
| Wygrana   | 2-1    | Paweł Krzeszowiec (0-1)         | TKO (ciosy pięściami)                        | 1     | 1:39 | PLMMA 9 – Chełm                         | 24.11.2012 | Chełm             |                                                                                   |
| Przegrana | 1-1    | Livio Victoriano (0-1)          | Poddanie (dźwignia skrętowa na staw skokowy) | 1     | 1:38 | MMA Attack 2                            | 27.04.2012 | Katowice          |                                                                                   |
| Wygrana   | 1-0    | Łukasz Christ (1-5)             | Poddanie (duszenie trójkątne)                | 1     | 2:17 | Kazimierza Wielka Fight Night           | 18.09.2011 | Kazimierza Wielka | Debiut w wadze średniej                                                           |

### Amatorska[48]
| Wynik   | Bilans | Przeciwnik (bilans przed walką) | Rozstrzygnięcie       | Runda | Czas      | Rozgrywki | Data       | Miejsce | Uwagi                                                                    |
| ------- | ------ | ------------------------------- | --------------------- | ----- | --------- | --------- | ---------- | ------- | ------------------------------------------------------------------------ |
| Wygrana | 1-0    | Karol Rozwadowski (5-1)         | Decyzja (jednogłośna) | 1     | 4:00+2:00 | ALMMA 42  | 22.07.2013 | Jurków  | Formuła ograniczona formuła senior (OFS) - kategoria mężczyźni do 87 kg. |